# 劉機
劉機（1451年—1523年），字文衡，號省齋，直隸順天府大興縣（今北京市）人，民籍，明朝政治人物，成化戊戌進士，官至吏部尚書。

## 生平
成化十三年（1477年）丁酉科順天鄉試第四十九名舉人。成化十四年（1478年）聯捷戊戌科進士，改庶吉士。成化十六年（1480年），任翰林院檢討。弘治二年（1489年），升任翰林院修撰、憲宗實錄纂修官。弘治四年（1491年），陞翰林院侍讀。弘治十一年（1498年），任東宮講官、應天府鄉試考試官。弘治十三年，任翰林院侍讀學士。弘治十五年，擔任會試考試官。次年，升任翰林院學士。弘治十八年，任殿試讀卷官、詹事府少詹事、孝宗實錄纂修官。
正德元年（1506年），陞任禮部右侍郎。正德二年（1507年），任實錄副總裁、禮部左侍郎。同年升任禮部尚書。正德五年（1510年），任吏部尚書。，以人言乞歸。正德七年（1512年），起為南京兵部尚書，參與機務。并率眾平定叛亂，當時都督李昴在貴州罷官，劉機即招用。眾人服其膽識，致仕歸鄉，卒於家。

## 家族
曾祖劉正，贈尚書。祖父劉中敷，官至戶部尚書、太子賓客。父劉璉，官至苑馬寺卿、太僕寺卿。叔劉琛。前母房氏，贈淑人；母张氏，封宜人；繼母王氏，封淑人。慈侍下。兄劉林，知縣；弟相、桓、楷、木。

## 參看
- 明朝七卿年表

| 官衔        | 官衔                                          | 官衔          |
| ----------- | --------------------------------------------- | ------------- |
| 前任： 李傑 | 明朝禮部尚書 正德二年－三年（1507年－1508年） | 繼任： 周經   |
| 前任： 張綵 | 明朝吏部尚書 正德五年（1510年）               | 繼任： 楊一清 |